# Гері Рудделл
Гері Рудделл (англ. Gary Ruddell; нар. 16 листопада 1951) — американський художник, відомий найбільше своїми образними картинами. А також його ілюстрації до творів наукової фантастики та фентезі. Його обкладинка роману Дена Сіммонса «Гіперіон» 1990 року була номінована на премію Г'юго як найкращий оригінальний твір мистецтва.

## Рання кар'єра і життя
Художник народився 16 листопада 1951 року в Сан-Матео, Каліфорнія. Радделл виріс у Північній Каліфорнії та отримав ступінь бакалавра образотворчих мистецтв у Каліфорнійському коледжі мистецтв (1975). Будучи підлітком, Рудделл почав публікуватися в автомобільних журналах, створюючи карикатури та ілюстрації до автомобілів. Після закінчення коледжу Рудделл почав кар'єру незалежного ілюстратора. Деякі з клієнтів Рудделла включають Bantam Books, Harcourt Brace Jovanovich, Avon Books, Ace Books, Ballantine Books і Baen Books. Його роботи були представлені на обкладинках книг таких світил наукової фантастики, як Роберт Аспрін, Лоїс Макмастер Буджолд, Керолайн Черрі та Конні Вілліс. Інші комерційні клієнти включали Playboy, Rolling Stone, Broderbund Software, Magic: The Gathering і Sega Corporation.

## Мистецька кар'єра
На початку 1990-х Радделл зробив серйозний зсув у своїй творчості, звернувшись до образотворчого мистецтва. Фактично залишаючи сцену ілюстрації. Після цієї зміни Радделл виставляв і показував у музеях, галереях, університетах і на виставках по всій території Сполучених Штатів. Він зазначив, що Образотворчий рух району затоки суттєво вплинув на його мистецтво. Про свою роботу він сказав: «Мені подобається думати про свої картини як про кадри у фільмі, призупинені моменти, приватний погляд на людський стан».